# Madama Lucrezia
Madama Lucrezia este o arie protejată (arie specială de conservare — SAC, sit de importanță comunitară — SCI) din Italia întinsă pe o suprafață de 456 ha, integral pe uscat.

## Localizare
Centrul sitului Madama Lucrezia este situat la coordonatele 38°59′51″N 16°49′18″E / 38.9975°N 16.821667°E.

## Înființare
Situl Madama Lucrezia a fost declarat sit de importanță comunitară în septembrie 1995 pentru a proteja 8 specii de animale. Situl a fost protejat și ca arie specială de conservare în iunie 2017.

## Biodiversitate
Situată în ecoregiunea mediteraneană, aria protejată conține 5 habitate naturale: Pseudostepă cu ierburi și specii anuale de Thero-Brachypodietea, Păduri de Quercus ilex și Quercus rotundifolia, Galerii de Salix alba și de Populus alba, Pante stâncoase calcaroase cu vegetație casmofită, Tufărișuri termo-mediteraneene și de pre-deșert.
La baza desemnării sitului se află mai multe specii protejate:
- păsări (6): șorecarul comun (Buteo buteo), Falco biarmicus, șoim călător (Falco peregrinus), vânturel roșu (Falco tinnunculus), gaia roșie (Milvus milvus), vultur egiptean (Neophron percnopterus)
- reptile (2): șarpele cu patru dungi (Elaphe quatuorlineata), țestoasă bănățeană (Testudo hermanni)

Pe lângă speciile protejate, pe teritoriul sitului au mai fost identificate 4 specii de plante, 4 specii de amfibieni, 2 specii de mamifere, 1 specie de pești, 3 specii de reptile.